# Arondismentul Charolles
Arondismentul Charolles (în franceză Arrondissement de Charolles) este un arondisment din departamentul Saône-et-Loire, regiunea Bourgogne, Franța.

## Subdiviziuni

### Cantoane
- Cantonul Bourbon-Lancy
- Cantonul Charolles
- Cantonul Chauffailles
- Cantonul La Clayette
- Cantonul Digoin
- Cantonul Gueugnon
- Cantonul La Guiche
- Cantonul Marcigny
- Cantonul Palinges
- Cantonul Paray-le-Monial
- Cantonul Saint-Bonnet-de-Joux
- Cantonul Semur-en-Brionnais
- Cantonul Toulon-sur-Arroux

### Comune
| 1. Amanzé (71006)                         | 2. Anglure-sous-Dun (71008)                  | 3. Anzy-le-Duc (71011)                     | 4. Artaix (71012)                         |
| 5. Ballore (71017)                        | 6. Baron (71021)                             | 7. Baudemont (71022)                       | 8. Baugy (71024)                          |
| 9. Beaubery (71025)                       | 10. Bois-Sainte-Marie (71041)                | 11. Bourbon-Lancy (71047)                  | 12. Bourg-le-Comte (71048)                |
| 13. Briant (71060)                        | 14. Chalmoux (71075)                         | 15. Chambilly (71077)                      | 16. Champlecy (71082)                     |
| 17. Changy (71086)                        | 18. La Chapelle-au-Mans (71088)              | 19. La Chapelle-sous-Dun (71095)           | 20. Charolles (71106)                     |
| 21. Chassigny-sous-Dun (71110)            | 22. Chassy (71111)                           | 23. Chauffailles (71120)                   | 24. Chenay-le-Châtel (71123)              |
| 25. Chevagny-sur-Guye (71127)             | 26. Chiddes (71128)                          | 27. Châteauneuf (71113)                    | 28. Châtenay (71116)                      |
| 29. Ciry-le-Noble (71132)                 | 30. La Clayette (71133)                      | 31. Clessy (71136)                         | 32. Collonge-en-Charollais (71139)        |
| 33. Colombier-en-Brionnais (71141)        | 34. Coublanc (71148)                         | 35. Cronat (71155)                         | 36. Curbigny (71160)                      |
| 37. Curdin (71161)                        | 38. Céron (71071)                            | 39. Digoin (71176)                         | 40. Dompierre-sous-Sanvignes (71179)      |
| 41. Dyo (71185)                           | 42. Fleury-la-Montagne (71200)               | 43. Fontenay (71203)                       | 44. Gibles (71218)                        |
| 45. Gilly-sur-Loire (71220)               | 46. Grandvaux (71224)                        | 47. Les Guerreaux (71229)                  | 48. Gueugnon (71230)                      |
| 49. La Guiche (71231)                     | 50. Génelard (71212)                         | 51. Hautefond (71232)                      | 52. L'Hôpital-le-Mercier (71233)          |
| 53. Iguerande (71238)                     | 54. Joncy (71242)                            | 55. Lesme (71255)                          | 56. Ligny-en-Brionnais (71259)            |
| 57. Lugny-lès-Charolles (71268)           | 58. Mailly (71271)                           | 59. Maltat (71273)                         | 60. Marcigny (71275)                      |
| 61. Marcilly-la-Gueurce (71276)           | 62. Marizy (71279)                           | 63. Marly-sur-Arroux (71281)               | 64. Martigny-le-Comte (71285)             |
| 65. Melay (71291)                         | 66. Mont (71301)                             | 67. Montceaux-l'Étoile (71307)             | 68. Mornay (71323)                        |
| 69. La Motte-Saint-Jean (71325)           | 70. Mussy-sous-Dun (71327)                   | 71. Neuvy-Grandchamp (71330)               | 72. Nochize (71331)                       |
| 73. Oudry (71334)                         | 74. Ouroux-sous-le-Bois-Sainte-Marie (71335) | 75. Oyé (71337)                            | 76. Ozolles (71339)                       |
| 77. Palinges (71340)                      | 78. Paray-le-Monial (71342)                  | 79. Perrecy-les-Forges (71346)             | 80. Perrigny-sur-Loire (71348)            |
| 81. Poisson (71354)                       | 82. Pouilloux (71356)                        | 83. Pressy-sous-Dondin (71358)             | 84. Prizy (71361)                         |
| 85. Rigny-sur-Arroux (71370)              | 86. Le Rousset (71375)                       | 87. Saint-Agnan (71382)                    | 88. Saint-Aubin-en-Charollais (71388)     |
| 89. Saint-Aubin-sur-Loire (71389)         | 90. Saint-Bonnet-de-Cray (71393)             | 91. Saint-Bonnet-de-Joux (71394)           | 92. Saint-Bonnet-de-Vieille-Vigne (71395) |
| 93. Saint-Christophe-en-Brionnais (71399) | 94. Saint-Didier-en-Brionnais (71406)        | 95. Saint-Edmond (71408)                   | 96. Saint-Germain-en-Brionnais (71421)    |
| 97. Saint-Igny-de-Roche (71428)           | 98. Saint-Julien-de-Civry (71433)            | 99. Saint-Julien-de-Jonzy (71434)          | 100. Saint-Laurent-en-Brionnais (71437)   |
| 101. Saint-Léger-lès-Paray (71439)        | 102. Saint-Marcelin-de-Cray (71446)          | 103. Saint-Martin-de-Lixy (71451)          | 104. Saint-Martin-de-Salencey (71452)     |
| 105. Saint-Martin-du-Lac (71453)          | 106. Saint-Martin-la-Patrouille (71458)      | 107. Saint-Maurice-lès-Châteauneuf (71463) | 108. Saint-Racho (71473)                  |
| 109. Saint-Romain-sous-Versigny (71478)   | 110. Saint-Symphorien-des-Bois (71483)       | 111. Saint-Vincent-Bragny (71490)          | 112. Saint-Yan (71491)                    |
| 113. Sainte-Foy (71415)                   | 114. Sanvignes-les-Mines (71499)             | 115. Sarry (71500)                         | 116. Semur-en-Brionnais (71510)           |
| 117. Sivignon (71524)                     | 118. Suin (71529)                            | 119. Tancon (71533)                        | 120. Toulon-sur-Arroux (71542)            |
| 121. Uxeau (71552)                        | 122. Vareilles (71553)                       | 123. Varenne-Saint-Germain (71557)         | 124. Varenne-l'Arconce (71554)            |
| 125. Varennes-sous-Dun (71559)            | 126. Vauban (71561)                          | 127. Vaudebarrier (71562)                  | 128. Vendenesse-lès-Charolles (71564)     |
| 129. Vendenesse-sur-Arroux (71565)        | 130. Verosvres (71571)                       | 131. Versaugues (71573)                    | 132. Vindecy (71581)                      |
| 133. Viry (71586)                         | 134. Vitry-en-Charollais (71588)             | 135. Vitry-sur-Loire (71589)               | 136. Volesvres (71590)                    |